# Misumenops
Misumenops är ett släkte av spindlar. Misumenops ingår i familjen krabbspindlar.

## Dottertaxa tillMisumenops, i alfabetisk ordning[1]
- Misumenops aikoae
- Misumenops anachoretus
- Misumenops anguliventris
- Misumenops argenteus
- Misumenops aridus
- Misumenops armatus
- Misumenops asperatus
- Misumenops balteus
- Misumenops bellulus
- Misumenops biannulipes
- Misumenops bivittatus
- Misumenops bubulcus
- Misumenops californicus
- Misumenops callinurus
- Misumenops candidoi
- Misumenops carletonicus
- Misumenops carneus
- Misumenops cavatus
- Misumenops celer
- Misumenops coloradensis
- Misumenops conspersus
- Misumenops consuetus
- Misumenops croceus
- Misumenops cruentatus
- Misumenops curadoi
- Misumenops dalmasi
- Misumenops damnosus
- Misumenops decolor
- Misumenops decorus
- Misumenops deserti
- Misumenops desidiosus
- Misumenops devius
- Misumenops discretus
- Misumenops dubius
- Misumenops editus
- Misumenops exanthematicus
- Misumenops facundus
- Misumenops fluminensis
- Misumenops forcatus
- Misumenops gabrielensis
- Misumenops gertschi
- Misumenops gibbosus
- Misumenops gracilis
- Misumenops guianensis
- Misumenops haemorrhous
- Misumenops hiatus
- Misumenops ignobilis
- Misumenops imbricatus
- Misumenops importunus
- Misumenops iners
- Misumenops insulanus
- Misumenops junctus
- Misumenops kanakanus
- Misumenops khandalaensis
- Misumenops laticeps
- Misumenops lenis
- Misumenops lepidus
- Misumenops litteratus
- Misumenops longispinosus
- Misumenops lowriei
- Misumenops maculissparsus
- Misumenops melloleitaoi
- Misumenops mexicanus
- Misumenops modestus
- Misumenops morrisi
- Misumenops nepenthicola
- Misumenops nigrofrenatus
- Misumenops obesulus
- Misumenops oblongus
- Misumenops ocellatus
- Misumenops octoguttatus
- Misumenops oreades
- Misumenops pallens
- Misumenops pallidus
- Misumenops paranensis
- Misumenops pascalis
- Misumenops persimilis
- Misumenops prosper
- Misumenops punctatus
- Misumenops pustulatus
- Misumenops quercinus
- Misumenops rapaensis
- Misumenops revillagigedoensis
- Misumenops robustus
- Misumenops roseofuscus
- Misumenops rothi
- Misumenops rubrodecoratus
- Misumenops rufithorax
- Misumenops schiapelliae
- Misumenops schlingeri
- Misumenops sierrensis
- Misumenops silvarum
- Misumenops souzai
- Misumenops spinifer
- Misumenops spinitarsis
- Misumenops spinulosissimus
- Misumenops spiralis
- Misumenops splendens
- Misumenops temibilis
- Misumenops temihana
- Misumenops turanicus
- Misumenops variegatus
- Misumenops varius
- Misumenops velatus
- Misumenops verityi
- Misumenops xiushanensis
- Misumenops zeugma
- Misumenops zhangmuensis